# Valentina Kozir
Valentina Vasilivna Kozir-Avilova (ukrajinsko Валентина Василівна Козир-Авілова), ukrajinska atletinja, * 25. april 1950, Črnovice, Sovjetska zveza (sedaj Ukrajina).
Nastopila je na poletnih olimpijskih igrah leta 1968, kjer je osvojila bronasto medaljo v skoku v višino.